# 2591 Дворецький
2591 Дворецький  (2591 Dworetsky) — астероїд головного поясу, відкритий 2 серпня 1949 року.
Тіссеранів параметр щодо Юпітера — 3,272.